# アレクサンダー・バーシャフスキー
アレクサンダー・バーシャフスキー（英語: Alexander Varshavsky, 1946年11月8日 - ）は、モスクワ生まれのロシア系アメリカ人の生化学者。

## 来歴
1970年にモスクワ大学を卒業後、同大学院から生化学のPh.D.を取得、1973年から1976年まで助手を務めた後、1977年にアメリカに亡命し、1986年からマサチューセッツ工科大学教授、1992年からカリフォルニア工科大学教授を務める。ユビキチン化のN-end rule（N末端則経路）の研究などで知られる。

## 受賞歴
- 2000年 - アルバート・ラスカー基礎医学研究賞
- 2001年 - ウルフ賞医学部門
- 2001年 - ルイザ・グロス・ホロウィッツ賞（コロンビア大学）
- 2001年 - マスリー賞
- 2001年 - マックス・プランク賞
- 2002年 - E・B・ウィルソン・メダル
- 2006年 - 発生生物学マーチ・オブ・ダイムズ賞
- 2006年 - レオポルド・グリフエル賞
- 2012年 - キング・ファイサル国際賞科学部門
- 2012年 - オットー・ワールブルク・メダル
- 2014年 - 生命科学ブレイクスルー賞
- 2014年 - オールバニ・メディカルセンター賞
- 2016年 - グランドメダル
- 2017年 - ハインリッヒ・ヴィーラント賞
- 2024年 - 国際ポール・ヤンセン生物医学研究賞

## 典拠
- カリフォルニア工科大学による伝記
- Lebenslauf Curriculum Vitae